# العنوان في القراءات السبع
العنوان في القراءات السبع، هو كتاب لمؤلفه أبي الطاهر إسماعيل بن خلف بن سعيد بن عمران الأنصاري المقرئ النحوي الأندلسي السرقسطي، المتوفى سنة 455ه، وذكر السرقسطي سبب تأليفه للكتاب بقوله: «فإني ذاكر في هذا الكتاب - إن شاء الله - ما اختلف فيه القراء السبعة المشهورون من أئمة الأمصار بإيجاز واختصار ليقرب على المتحفظين المعنيين بهذا الشأن دون الأغمار المبتدئين والغلمان، إذ كنت قد جعلت كتابي المترجم بـ» الاكتفاء«كافيا للمتناهي والمبتدي، فبسطته بسطا لا يشكل على ذي لب سوي، فجعلت هذا المختصر كالعنوان والترجمة عنه، لمن مارس هذا الشأن وعني تفسير آية بخدمته؛ فإذا اختلف القراء على ترجمتين في الحرف، ذكرت ترجمة الأقل منهم، وأمسكت عن ذكر الباقين، تقليلا للفظ، وتوطئة للحفظ».

## مؤلف الكتاب
مؤلف كتاب (العنوان في القراءات السبع) هو أبو الطاهر إسماعيل بن خلف بن سعيد بن عمران الأنصاري المقرئ النحوي الأندلسي السرقسطي، المتوفى سنة 455ه، أثنى عليه عدد من العلماء فقالوا:
- قال الذهبي: «وكان مع براعته في القراءات إماما في النحو؛ اختصر كتاب» الحجة«لأبي علي الفارسي».[2]
- قال ابن خلكان: «كان إماما في علوم الآداب ومتقنا لفن القراءات، وصنف كتاب العنوان في القراءات، وعمدة الناس في الاشتغال بهذا الشأن عليه».[3]
- قال ياقوت: «هو صاحب علي بن إبراهيم الحوفي، صنف إعراب القرآن، تسع مجلدات».[4]

## سبب تأليف الكتاب
ذكر السرقسطي سبب تأليفه للكتاب بقوله: «فإني ذاكر في هذا الكتاب - إن شاء الله - ما اختلف فيه القراء السبعة المشهورون من أئمة الأمصار بإيجاز واختصار ليقرب على المتحفظين المعنيين بهذا الشأن دون الأغمار المبتدئين والغلمان، إذ كنت قد جعلت كتابي المترجم ب» الاكتفاء«كافيا للمتناهي والمبتدي، فبسطته بسطا لا يشكل على ذي لب سوي، فجعلت هذا المختصر كالعنوان والترجمة عنه، لمن مارس هذا الشأن وعني تفسير آية بخدمته؛ فإذا اختلف القراء على ترجمتين في الحرف، ذكرت ترجمة الأقل منهم، وأمسكت عن ذكر الباقين، تقليلا للفظ، وتوطئة للحفظ».

## الموضوع العام للكتاب
هذا الكتاب في علم القراءات، وقد اقتصر على القراءات السبع، فبدأ بالأصول التي هي: القواعد العامة التي اتفق عليها بعض القراء، وهي قواعد تتعلق بكامل القرآن، مثل الإمالة، والإدغام، والمد والقصر، والهمزة الساكنة، أما القسم الثاني فجعله في فرش السور، ويعنى به: الكلمات التي اختلف فيها القراء، كل كلمة في سورتها.

## رموز المؤلف في كتابه
كشف المؤلف عن الرموز في كتابه فقال:
"فإذا قلت الحرميان فهما: ابن كثير ونافع.
وإذا قلت: الابنان فهما: ابن كثير وابن عامر.
وإذا قلت: الأخوان فهما: حمزة والكسائي.
وإذا قلت: الأبوان فهما: أبو عمرو وأبو بكر عن عاصم.
وإذا قلت: النحويان فهما أبو عمرو والكسائي.
وإذا قلت: الكوفيون فهم: عاصم وحمزة والكسائي فاعلم ذلك".

## المنهج الذي سار عليه المؤلف
- الاختصار بعدم ذكر الأسانيد، والإشارة إلى من يرغب في الاطلاع عليها بالرجوع إلى الاكتفاء.
- تقسيم الكتاب إلى قسمين، فبدأ بالأصول التي هي: القواعد العامة التي اتفق عليها بعض القراء، وهي قواعد تتعلق بكامل القرآن، مثل الإمالة، والإدغام، أما القسم الثاني فجعله في فرش السور، ويعنى به: الكلمات التي اختلف فيها القراء، كل كلمة في سورتها.
- ذكر فيه مظاهر الاختلاف في الحروف عند القراء السبعة.[6]

قال نبيل آل إسماعيل: «سلك المؤلف في هذا الكتاب أسلوب الإيجاز والاختصار ليقرب على الدارسين تناوله، قاصداً الإبانة والوضوح من غير إسهاب أو تطويل، ليكون سهل التناول قريب التداول للمختصين، وقد جرده من الأسانيد، ومظاهر التعليل التي نجدها في كتب ذلك العصر».

## طبعات وتحقيق الكتاب
- طبعة عالم الكتب، بيروت، بتحقيق: خليل زهير زاهد وخليل العطية.
- دار الصحابة للتراث- طنطا، بتحقيق: جمال الدين محمد شرف.
- جامعة أم القرى – مكة المكرمة، بتحقيق: عبد المهيمن عبد السلام.